# Drimia saniensis
Drimia saniensis är en sparrisväxtart som först beskrevs av Olive Mary Hilliard och Brian Laurence Burtt, och fick sitt nu gällande namn av John Charles Manning och Peter Goldblatt. Drimia saniensis ingår i släktet Drimia och familjen sparrisväxter.
Artens utbredningsområde är Lesotho. Inga underarter finns listade i Catalogue of Life.